# Prähnu
Prähnu es una localidad del condado de Hiiu, Estonia. Tiene una población estimada, en 2020, de 7 habitantes.
Está ubicada en la isla de Hiiumaa (archipiélago Moonsund), al noroeste del país, junto a la costa del mar Báltico y a poca distancia al norte de la isla de Saaremaa.